# Arabayona de Mógica
Arabayona de Mógica é um município da Espanha na província de Salamanca, comunidade autónoma de Castela e Leão, de área 23,26 km² com população de 486 habitantes (2003) e densidade populacional de 20,89 hab./km².

## Demografia
| Variação demográfica do município entre 1991 e 2004 | Variação demográfica do município entre 1991 e 2004 | Variação demográfica do município entre 1991 e 2004 | Variação demográfica do município entre 1991 e 2004 |
| --------------------------------------------------- | --------------------------------------------------- | --------------------------------------------------- | --------------------------------------------------- |
| 1991                                                | 1996                                                | 2001                                                | 2004                                                |
| 611                                                 | 551                                                 | 492                                                 | 481                                                 |